# Универзитет у Дебрецину
Универзитет у Дебрецину (мађ. Debreceni Egyetem) је државни универзитет у Дебрецину. Најстарија је високошколска установа која континуирано ради у Мађарској од њеног оснивања 1538. године. Има добро успостављен програм на енглеском језику за међународне студенте, посебно у области медицине и инжењеринга. Скоро 6.000 међународних студената студира на Универзитету. Стопа примљених студената је 25%, што га чини једним од најконкурентнијих универзитета у средњој Европи.